# Pawłowo Żońskie (gromada)
Pawłowo Żońskie – dawna gromada, czyli najmniejsza jednostka podziału terytorialnego Polskiej Rzeczypospolitej Ludowej w latach 1954–1972.
Gromady, z gromadzkimi radami narodowymi (GRN) jako organami władzy najniższego stopnia na wsi, funkcjonowały od reformy reorganizującej administrację wiejską przeprowadzonej jesienią 1954 do momentu ich zniesienia z dniem 1 stycznia 1973, tym samym wypierając organizację gminną w latach 1954–1972.
Gromadę Pawłowo Żońskie z siedzibą GRN w Pawłowie Żońskim utworzono – jako jedną z 8759 gromad na obszarze Polski – w powiecie wągrowieckim w woj. poznańskim, na mocy uchwały nr 40/54 WRN w Poznaniu z dnia 5 października 1954. W skład jednostki weszły obszary dotychczasowych gromad Grylewo, Kopaszyn, Pawłowo Żońskie i Toniszewo oraz miejscowość Kaliszany z dotychczasowej gromady Kaliszany ze zniesionej gminy Wągrowiec-Północ w tymże powiecie. Dla gromady ustalono 15 członków gromadzkiej rady narodowej.
1 stycznia 1959 do gromady Pawłowo Żońskie włączono miejscowość Kaliszanki ze znoszonej gromady Nowe w tymże powiecie.
4 lipca 1968 gromadę zniesiono, a jej obszar włączono do gromady Wągrowiec-Północ w tymże powiecie.